# 아이우치 리나&사에구사 유카
아이우치 리나&사에구사 유카(愛内里菜&三枝夕夏)는 아이우치 리나와 사에구사 유카에 의한, 《명탐정 코난》 TV 방송 10주년 기념에 맞춰서 결성한 기자 스튜디오 소속의 특별 유닛이다.

## 내력
- 2006년 4월 경 결성. 《100개의 문》으로 데뷔.
- 멤버는 아이우치 리나, 사에구사 유카 인 데시벨로서도 《명탐정 코난》의 주제가를 다수 담당하고 있다.
- 2007년에 공개된 영화 《명탐정 코난: 감벽의 관》에서 주제가 〈7대양을 건너는 바람 같이〉를 담당했다. 이후, 활동의 목표가 서있지 않다.
- 2010년 1월에 사에구사 유카 인 데시벨이 해산, 같은 시간에 사에구사 유카가 가수활동에서 은퇴. 같은 해 12월에 아이우치 리나가 가수 활동에서 은퇴했기 때문에, 해당 유닛도 필연적으로 활동종료가 됐다.

## 디스코그래피

### 싱글
1. 100개의 문(2006년 6월 14일)
  - 요미우리 TV 닛폰 TV계 애니메이션 《명탐정 코난》 오프닝 테마
2. 7대양을 건너는 바람 같이(2007년 4월 11일)
  - 극장판 《명탐정 코난: 감벽의 관》 주제가.

각 싱글 커버는, 과거의 《명탐정 코난》의 주제가가 골라져서 수록되어있다.

## 주요 활동

### TV
- NHK POP JAM DX. 2006년 6월 5일 방송
- EX 뮤직 스테이션 2006년 6월 16일 방송
- CX HEY!HEY!HEY!MUSIC CHAMP 2006년 6월 26일 방송
- NTV 음악전사 MUSIC FIGHTER 2006년 7월 7일 방송
- NTV 음악전사 MUSIC FIGHTER 2007년 4월 6일 방송
- TXN PVTV 2007년 4월 12일 방송
- NHK MUSIC JAPAN 2007년 4월 13일 방송
- CX 메자마시 토요일 2007년 4월 14일 방송
- CX HEY!HEY!HEY!MUSIC CHAMP 2007년 4월 23일 방송

### 무대 인사
- 2007년 4월 14일, 오사카 미도회관에서 개최된 영화 완성 피로 시사회에서,

### 라이브
- 2008년 8월 30일, 요미우리 TV 주최의 《探偵コナン夏祭り　～夢の初ライブ～》→명탐정 코난 여름 축제: 꿈의 첫 라이브에서 아이우치 리나의 출연시에 사에구사 유카가 게스트로 출연해서, 〈7대양을 건너는 바람 같이〉를 보였다.

## 같이 보기
- OUTRIDE - 아이우치, 사에구사가 참가한 Animelo Summer Live 2006의 기획 싱글.